# 美國陸軍工兵部隊
美國陸軍工兵部隊（英語：United States Army Corps of Engineers，簡稱USACE）也可稱為美國陸軍工程兵團，是隸屬於美国联邦政府和美国陸军的工兵單位，由37,000名美國陸軍官兵和其他聯邦文職人員組成，是世界最大的公共工程建設和建築管理機構之一。

## 任務
主要目的是提供美國重要的公共和軍事工程服務；在和平與戰爭中進行建設，以加強國家的安全，為經濟注入活力並減少災難帶來的風險，美國陸軍工兵部隊為美國的發展有著不可或缺的功勞。包含:
- 軍事工程
  - 維護軍事設施
  - 直接或間接為作戰提供協助
  - 進行導航、地形分析、地圖繪製美國陸軍工兵部隊印行的一張地圖 (1963年)
- 國土安全
  - 災難救援

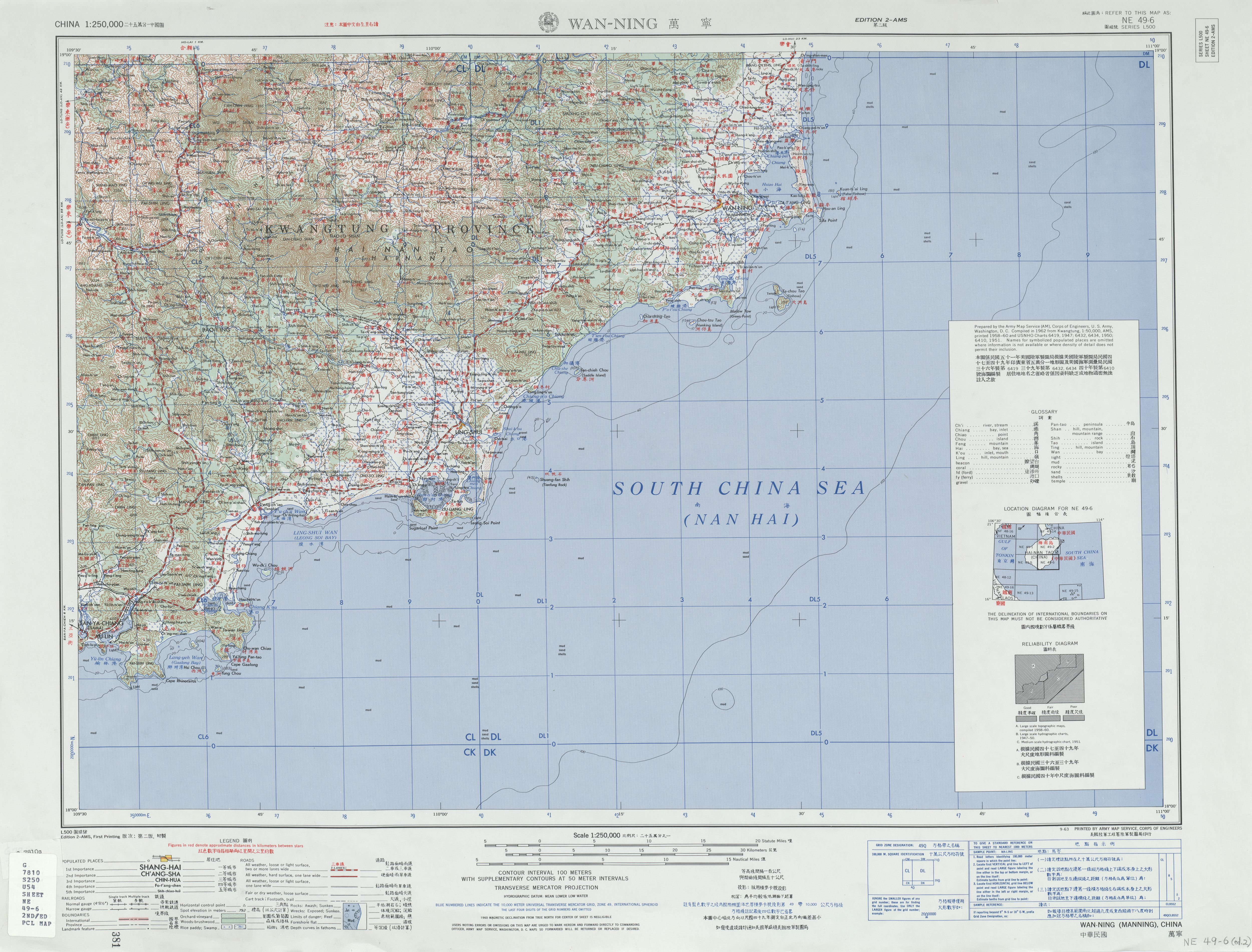
美國陸軍工兵部隊印行的一張地圖 (1963年)

  - 為美國國土安全部和聯邦緊急事務管理署提供支援
- 基礎建設
  - 港口建設1912年3月12日，巴拿馬運河的船閘系統
  - 水壩建設
  - 基礎電力設施

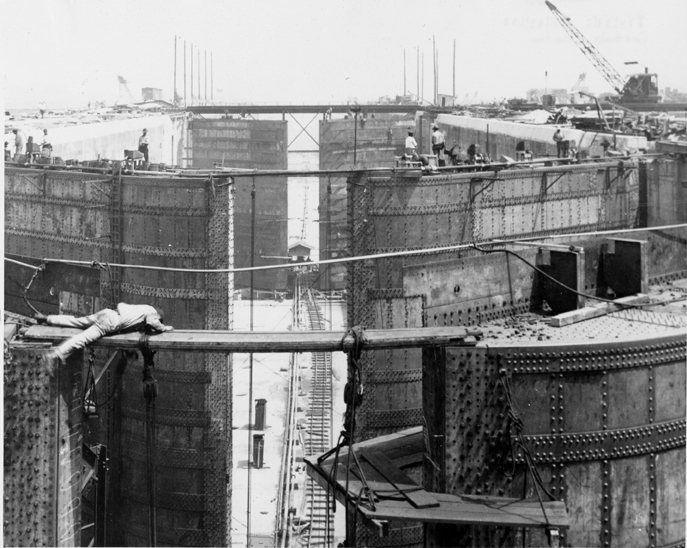
1912年3月12日，巴拿馬運河的船閘系統

  - 為100多個國家/地區提供技術和施工協助。Debra Lewis上校與伊拉克議員Sheik O'rhaman Hama Raheem慶祝在 Assriya村建立的婦女中心完工
- 水利工程

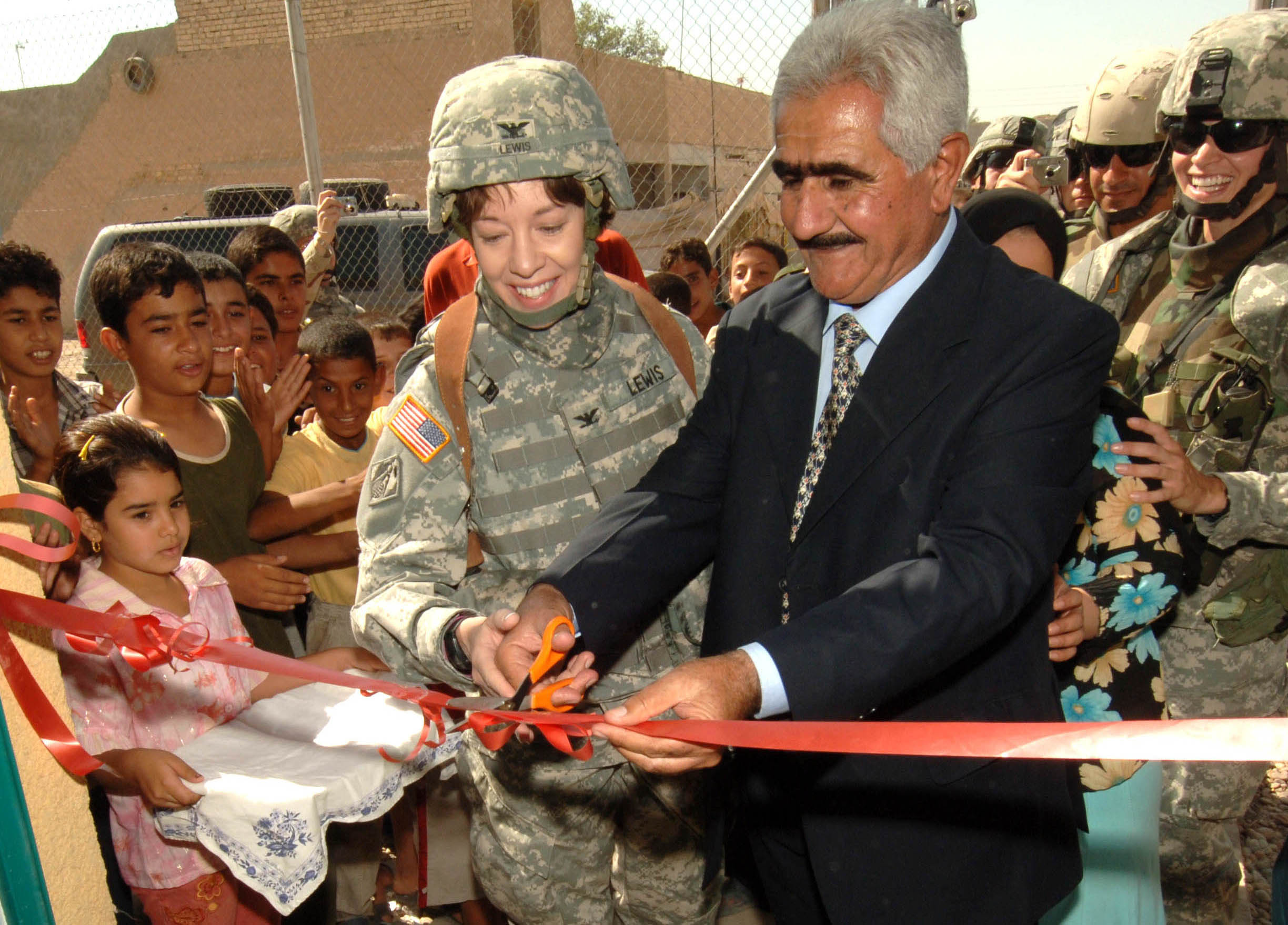
Debra Lewis上校與伊拉克議員Sheik O'rhaman Hama Raheem慶祝在 Assriya村建立的婦女中心完工

  - 導航(Navigation)在哈德遜河執行任務
  - 防洪
  - 供水
  - 水壩管理

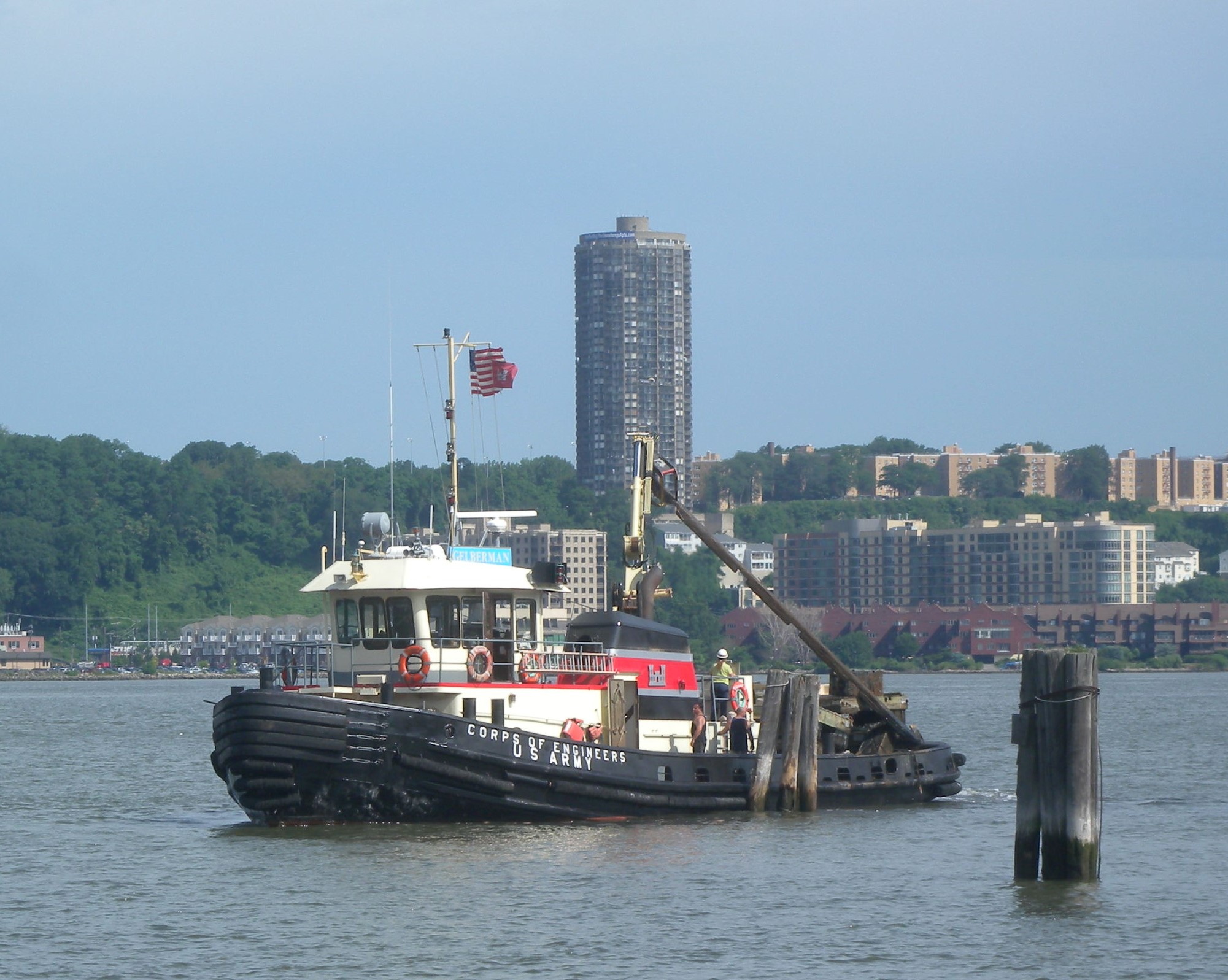
在哈德遜河執行任務

  - 休閒娛樂，美國最大的戶外休閒服務提供商，在43個州擁有400多個湖泊和河流休閒區。[1]
  - 水力發電，美國最大的水力發電廠營運商。擁有10座水力發電廠，發電量為935兆瓦。[2]

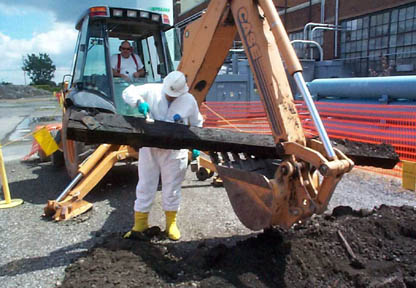
身穿防護服工兵對土壤進行測試。

- 環境工程
  - 清理被危險廢棄物及放射性廢棄物汙染的場所身穿防護服工兵對土壤進行測試。
  - 濕地和水道的保護
  - 執行基地重整和關閉（英语：Base Realignment and Closure）

## 組織

### 總部
總部位於華盛頓特區，由文職的陸軍部土木工程助理部長監督。
由軍職的工兵總監兼任司令，工兵總監通常由通常由陸軍中將擔任。
下轄三位副司令，皆為陸軍少將：
- 工兵副總監兼任副司令（Deputy Commanding General）
- 民事及緊急行動副司令（Deputy Commanding General for Civil and Emergency Operation）
- 軍事及國際合作副司令（Deputy Commanding General for Military and International Operations）

### 分部
美國陸軍工兵部隊按地理位置分為八個常設師，一個臨時師。師長通常由少將或准將擔任，每個師下轄數個區，分區指揮官由上校或中校擔任。

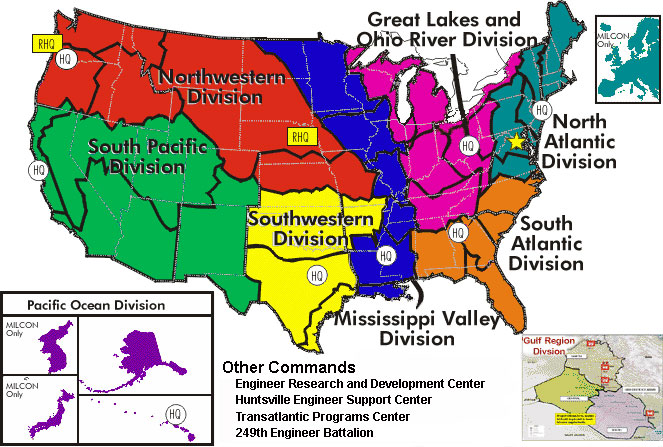
美國陸軍工兵部隊轄區地圖

- 五大湖及俄亥俄河師（英语：Great Lakes and Ohio River Division）

位於辛辛那提。分為水牛城區、底特律區、芝加哥區、亨廷頓區（Huntington District）、路易斯維爾區、納什維爾區、匹茲堡區
- 密西西比河師（英语：Mississippi Valley Division）

位於密西西比州維克斯堡。分為聖保羅區、岩島區（Rock Island District）、聖路易斯區、曼菲斯區（Memphis District）、維克斯堡區、紐奧良區。
- 北大西洋師（英语：North Atlantic Division）

位於紐約布魯克林。分為新英格蘭區、巴爾的摩區、紐約區、諾福克區（Norfolk District）、費城區 、以及歐洲的國家
- 西北師（英语：Northwestern Division）

位於波特蘭。
- 太平洋師（英语：Pacific Ocean Division）

位於檀香山。分為阿拉斯加區、檀香山區、遠東區、日本區
- 南大西洋師（英语：South Atlantic Division）

位於亞特蘭大。
- 南太平洋師（英语：South Pacific Division）

位於舊金山。
- 西南師（英语：Southwestern Division）

位於達拉斯。
- 跨大西洋師(Transatlantic Division)

位於維吉尼亞州溫徹斯特的臨時師。負責中東，北非和中亞的國家。

### 工兵團
工兵團包括戰鬥工兵(Combat engineer)和工程工兵(support engineers)，分別隸屬各個陸軍單位。

### 其他單位
- 工兵研發中心（英语：Engineer Research and Development Center）
- 陸軍工程和支援中心(U.S. Army Engineering and Support Center )
- 陸軍工兵部隊財務中心(Finance Center, U.S. Army Corps of Engineers )
- 陸軍地理空間中心（英语：Army Geospatial Center）
- 水資源研究所(Institute for Water Resources )
- 第249工兵營（英语：249th Engineer Battalion (United States)）[5]
- 第911工兵連（英语：911th Engineer Company）
- 第412工兵司令部（英语：412th Engineer Command (United States)）(預備役)
- 第416工兵司令部（英语：416th Engineer Command (United States)）(預備役)